# Koolhoven F.K.44
De Koolhoven F.K.44 was een tweepersoons hoogdekker sportvliegtuig ontworpen door vliegtuigbouwer Frits Koolhoven. De eerste vlucht vond plaats in 1931. Het vliegtuig was in opdracht gebouwd voor de bankier Jacob Mees uit Rotterdam. Er is van dit type maar één exemplaar geproduceerd.
De F.K.44 met de naam Koolmees, een knipoog naar zijn eigenaar Jacob Mees, vloog met de registratie PH-AJM. In 1932 gaf de eigenaar het vliegtuig in bruikleen aan de Rotterdamsche Aero Club. Het toestel ging in juni 1933 verloren tijdens een noodlanding in Castricum, veroorzaakt door een motorstoring.

## Specificaties
- Type: Koolhoven F.K.44
- Rol: sportvliegtuig
- Bemanning: 2 (piloot en passagier)
- Lengte: 7,85 m
- Spanwijdte: 11,00 m
- Maximum gewicht: 800 kg
- Motor: 1 × Cirrus Hermes IIB luchtgekoelde viercilinder lijnmotor, 115 pk
- Propeller: tweeblads
- Eerste vlucht: 1931
- Aantal gebouwd: 1

Prestaties
- Maximumsnelheid: 190 km/u